# Jonathan Daniel Brown
Jonathan Daniel Brown es un actor estadounidense. Es la estrella de Kid Cannabis y comenzó con el papel de JB en Proyecto X.

## Carrera
A Brown se le ofreció uno de los papeles principales en la película Proyecto X después de una convocatoria de casting abierta a nivel nacional. Él, Thomas Mann y Oliver Cooper eran tres actores desconocidos cuando se les eligió para la película.
En 2014, protagonizó el papel principal en la película Kid Cannabis. En 2017, su debut como director, Horseshoe Theory, recibió un premio del jurado en el Festival de Cine de Slamdance. Brown también fue miembro del podcast de cultura pop izquierdista Struggle Session. El 19 de febrero de 2019 se anunció que Brown había decidido abandonar el programa.

## Filmografía

### Películas
| Año  | Película         | Papel       |
| ---- | ---------------- | ----------- |
| 2012 | Proyecto X       | J.B.        |
| 2013 | Bad Milo!        | Joey        |
| 2014 | Kid Cannabis     | Nate Norman |
| 2017 | Horseshoe Theory | Director    |
| 2018 | The Final Wish   | Jeremy      |

### Televisión
| Año  | Película                         | Papel   | Notas                         |
| ---- | -------------------------------- | ------- | ----------------------------- |
| 2010 | Pretend Time                     | Nerd    | Episodio: "Mudslide Junction" |
| 2012 | Dating Rules from My Future Self | Interno | Episodio: "Who R U?"          |
| 2016 | Danish & O'Niell                 |         | Episodio: "Babysitters"       |
| 2017 | Threads                          | Stan    | Episodio: "The Stomach Ache"  |